# Gerade Scheidenmuschel
Die Gerade Scheidenmuschel (Ensis magnus, Syn.: Ensis arcuatus) ist eine Muschelart aus der Familie der Pharidae, die auch in der Nordsee verbreitet ist. 

## Merkmale
Das gleichklappige, schwach gekrümmte bis gerade Gehäuse wird bis zu 20 cm lang und bis 3 cm breit. Es ist sehr schlank, hat also nur eine geringe Dicke (im Querschnitt gemessen). Es ist ungleichseitig, denn die Wirbel sitzen am vorderen Gehäuserand. Dorsal- und Ventralrand verlaufen fast parallel, der Ventralrand ist leicht (stärker) ausgebaucht. Vorder- und Hinterrand sind leicht schräg trunkiert und nur schwach konvex gebogen. Das Hinterende klafft, die Öffnung ist im Querschnitt eiförmig. 
Das Ligament ist ein langes, schmales, schwarzbraun gefärbtes Band hinter den Wirbeln. In der linken Klappe sind zwei vorstehende, zapfenförmige Kardinalzähne vorhanden sowie zwei längliche, übereinander gelegene, hintere Lateralzähne. Die rechte Klappe weist nur einen laminaren Kardinalzahn, und auch nur einen, länglichen Lateralzahn auf. Es sind zwei Schließmuskeln vorhanden, deren Ansätze an die Schale deutlich sichtbar sind. Der vordere Schließmuskel liegt dorsal, ist länglich und erstreckt sich über das Ligament hinaus. Der hintere Schließmuskel ist klein, aber deutlich von der U-förmigen Mantelbucht getrennt. Die Mantelbucht am Hinterende ist eher klein. 
Die spröde Schale ist weiß bis cremefarben mit rotbraunen oder orangefarbenen Strahlen und Flecken. Die Ornamentierung besteht aus feinen Anwachsstreifen und Wachstumsunterbrechungen. Der innere Gehäuserand ist glatt. Das Periostracum ist gelblich-grünlich bis dunkelgrün und wird zu den Rändern hin dunkler und bräunlich. Die Innenseite ist weiß mit pinkfarbener oder hellvioletter Tönung.

### Ähnliche Arten
Die Amerikanische Scheidenmuschel (Ensis americanus) hat einen umgekehrt S-förmigen Mantelsinus und eine etwas breiteres Gehäuse.

## Geographische Verbreitung, Lebensraum und Lebensweise
Das Verbreitungsgebiet der Geraden Scheidenmuschel reicht von Norwegen bis zur Iberischen Halbinsel. Sie kommt von etwa 15 bis 40 m Wassertiefe vor.
Die Gerade Scheidenmuschel lebt eingegraben in feinem oder siltigen Sand, seltener auch in groben Sand oder Kies. Sie steckt mit dem Hinterende und den Siphonen nach oben senkrecht in einer Röhre. Während Niedrigwasser kann sie sich mit dem Fuß bis zu 50 cm tief in ihre Röhre zurückziehen. In Nordwestspanien wird die Gerade Scheidenmuschel innerhalb eines Jahres bei einer Größe von rund 80 mm geschlechtsreif. Der Eintritt der Geschlechtsreife ist regional jedoch sehr unterschiedlich. In Schottland wurde beobachtet, dass dort die Geschlechtsreife erst ab einer Größe von 81 bis 90 mm eintritt, einige Exemplare erreichen sie sogar erst mit einer Gehäuselänge von 120 bis 130 mm. Zu diesem Zeitpunkt sind die Tiere dann schon vier oder fünf Jahre alt. Die Art ist getrenntgeschlechtlich, nur sehr selten kommen auch einzelne hermaphroditische Exemplare vor. 

## Taxonomie
Ensis magnus wird von manchen Autoren als Synonym von Ensis ensis Linnaeus, 1758 angesehen. MolluscaBase hält das Taxon für eine eigenständige Art, mit dem jüngeren Synonym Ensis arcuatus (Jeffreys, 1865).

## Belege

### Online
- Marine Bivalve Shells of the British Isles: Ensis magnus Schumacher, 1817 (Website des National Museum Wales, Department of Natural Sciences, Cardiff)
- Marine Species Identification Portal: Ensis arcuatus (Jeffreys, 1865)